# Hezarfen Hüseyin
Hezarfen Hüseyin Efendi est un historien et intellectuel ottoman qui a vécu au cours du XVIIe siècle (décédé en 1691 ou 1692). Ses œuvres les plus importantes sont Tenkih-i Tevarih-i Mülük et Telhisu'l-Beyan fi Kavanin-ı Al-i Osman. Outre ces deux traités, il a également écrit des ouvrages sur le soufisme et la médecine. Plusieurs écrivains occidentaux parlent de Hüseyin Efendi comme d'un savant encyclopédiste très instruit,.

## Présentation
Hezârfen Hüseyin Efendi, célèbre historien et penseur, était originaire de Kos. En tant qu'érudit encyclopédiste, il possédait un large éventail de connaissances. Il était surnommé Hezârfen car il connaissait de nombreux sujets différents. Il a servi comme fonctionnaire sous les auspices de Köprülü Fazıl Ahmed Pacha. Après avoir quitté la fonction publique, il fonde une grande bibliothèque et passe le reste de sa vie à faire des recherches et à donner des cours particuliers. On sait qu'il a contacté Antoine Galland (1646-1715), qui était en service diplomatique à Istanbul. On sait aussi qu'il connaissait parfaitement l'hébreu, le grec et le latin.

## Tenkih-i Tevarih-i Mülük
Il a présenté son œuvre Tenkih-i Tevarih-i Mülük, une histoire mondiale à Mehmet IV. Les sujets abordés dans ce livre sont, notamment :
- Fondation de l'État romain
- Quelques philosophes grecs célèbres
- Ville d'Istanbul
- Empereurs byzantins
- Cercles et obélisques
- Prise génoise de Galata
- Chine, Machin, Hata et Hotan
- Certaines îles de la mer Indienne, les habitants qui y vivent, leurs dirigeants, leurs religions, leurs lois, leurs coutumes et leur morale.
- découverte de l'Amérique

## Telhisu'l-Beyan fi Kavanin-ı Al-i Osman
L'autre livre d'histoire important de Hüseyin Efendi est Telhisu'l-Beyan fi Kavanin-ı Al-i Osman. Il se concentre principalement sur les lois et réglementations des anciens États. Il est intéressant de noter que Gengis Khan évalue ses lois. Certains des sujets abordés dans ce livre sont : 
- Histoire ottomane
- Fondation d'Istanbul
- Œuvres byzantines
- Nouveaux bâtiments construits par les Ottomans à Istanbul
- Coutumes du palais
- Recettes du Trésor Impérial
- Trésors d'état
- Les palais du sultan et du grand vizir
- Revenus et dépenses imprévus de l'État
- Différences entre les années solaires et lunaires
- Armées terrestres et navales
- Lois concernant le timar, le fief et les propriétaires fonciers
- Lois de Kapukulu, Janissaires, Sipahi, Topçu et Cebeci
- Officiers du chantier naval et du chantier naval
- Lois du Khanat de Crimée
- Lois concernant les scientifiques
- Lois et réglementations concernant les mines et les salines,

L'auteur a produit également des ouvrages traitant d'autres sujets que l'histoire, tel Lisanu'l-Etibba, un ouvrage se présentant comme un genre de dictionnaire sur la médecine et la pharmacie. Il a aussi écrit des œuvres de grand renom sur le soufisme, comme Camiu'l-Hikayat, Enisu'l-Arifin et Mürşidu's-Salakin.